# Peuples iraniens
Les peuples iraniens sont un groupe qui se définit premièrement selon son usage des langues iraniennes en plus d'autres traits,,.
Les peuples iraniens vivent principalement au Moyen-Orient, en Asie centrale et dans le Caucase ainsi que dans une partie de l'Asie du Sud. Ils parlent différentes langues iraniennes, qui au cours de l'histoire furent en usage dans une zone géographique bien plus large qu'aujourd'hui : dans toute la zone sud de l'Eurasie, des Balkans jusqu'à l'ouest de la Chine.
Le terme de peuples iraniens est à différencier de celui d'Iranien, au sens d'habitant de l'Iran. Les habitants de l'Iran pouvant être rattachés ethniquement aux peuples iraniens (ex: perses, kurdes, baloutches) ou à d'autres peuples (ex: peuples turciques, arabes).

## Étymologie et usage
Le terme Iranien est dérivé du terme étymologique Iran (lit. Terre des Aryens),. On pense que le terme proto-indo-iranien Arya fait référence à une série de dénominations utilisées par les Aryens, une branche des Proto-Indo-Européens, pour se démarquer par leur noblesse (le terme Aryen semble avoir pour sens « noble »), au moins dans les zones peuplées par des Aryens ayant migré vers le sud de l'Asie centrale et le sud de la Russie. Leur territoire d'origine est désigné par le terme Ariana et varie dans sa zone couverte de la simple province de Fars et le point central est un village  dans sud-est de la ville d’Hérat (d'après Ératosthène) ou du territoire autour de Hérat Afghanistan  d’aujourd’hui (selon Pline) jusqu'à englober la totalité du plateau iranien (point de vue du géographe grec Strabon).
D'un point de vue linguistique, l'expression iranien ou peuples iraniens est proche, dans son emploi, de termes comme germanique, qui inclut différents peuples qui partagent des langues germaniques telles que l'allemand, l'anglais, ou le néerlandais. Ainsi, les peuples iraniens incluent non seulement les Perses ou les Tadjiks d'Iran, d'Afghanistan, et du Tadjikistan, mais aussi les Hazaras, Kurdes, Ossètes, Baloutches, et d'autres minorités. L'usage académique de l'expression iranien ou peuples iraniens est ainsi distinct de l'État d'Iran et de ses citoyens qui sont tous Iraniens de nationalité (et se considèrent ainsi comme Iraniens), mais ne sont pas nécessairement membres des peuples iraniens au sens ci-dessus.
Comme les peuples iraniens — en ce sens historique, culturel et linguistique — ne sont pas confinés dans les limites de l'État d'Iran, l'adjectif iranic est parfois utilisé dans le monde anglophone pour éviter la confusion avec les citoyens de l'Iran moderne[réf. souhaitée].

## Racine et classification

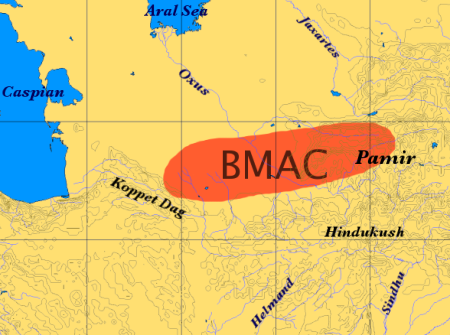
L’extension du complexe archéologique de Bactrie-Margiane (d’après l’encyclopédie de la culture indo-européenne).

La langue iranienne forme une ramification des langues dites indo-iraniennes, qui sont une branche de la famille des langues indo-européennes. La souche des peuples iraniens est un groupe connu spécialement sous le nom de « Proto-Iraniens », qui sont eux-mêmes une branche des Indo-Iraniens qui s'est divisée en deux rames, l'une vers l'Asie centrale, l'autre vers l'Afghanistan, autour du XIXe siècle avant notre ère, dont on a trace dans le complexe archéologique de Bactrie-Margiane. La zone entre le nord de l'Afghanistan et la mer d'Aral est supposée être la région d'où les Proto-Iraniens ont émergé pour la première fois, suivant la séparation indo-iranienne. Les tribus saka ou Saces (scythes) stagnèrent principalement en Asie Centrale et se répartirent aussi bien vers l'ouest dans les steppes ponto-caspiennes et jusqu'aux Balkans, que vers l'Est jusqu'à la région du Xinjiang. Les ramifications postérieures reliées aux Scythes incluent les Sarmates disparus à la suite des invasions slaves notamment en Russie méridionale, Ukraine, et dans les Balkans, vraisemblablement assimilés par d'autres tribus.
Des écrits les plus vieux, on n'a retrouvé que des références limitées des anciens Assyriens et Babyloniens, concernant ces premiers envahisseurs Proto-Iraniens. Deux des premières ramifications du proto-iranien sont connues : l'avestique parlé en Afghanistan et le vieux perse parlé dans le sud de l'Iran. L'avestique et les textes reconnus comme tels sont liés à Zoroastre, le fondateur du zoroastrisme, tandis que le vieux perse se révèle avoir été établi par écrit à la suite de l'adoption de l'écriture cunéiforme.   
C'est à partir de vieilles inscriptions que l'on entend parler pour la première fois, venant d'une tribu iranienne, d'une lignée « aryenne ». Ainsi, la déclaration de Darius, connue sous le nom d'« inscription de Behistun », proclamait qu'il était de lignée aryenne, et que sa langue (ici écrite en cunéiforme) était une langue aryenne (C'est la plus ancienne liaison entre les langues iraniennes et l'utilisation du terme Arya dans les premiers textes indo-iraniens). Les anciens Perses utilisaient trois langues officielles : l'élamite et le babylonien, non indo-iraniennes, et le vieux perse, langue de la branche indo-iranienne, cette multiplicité étant signe d'une société multiculturelle. On ne sait pas dans quelle mesure d'autres tribus proto-iraniennes se considèrent comme des peuples aryens, ni si ce terme d'Aryen avait la même signification dans d'autres langues iraniennes. Alors que les tribus iraniennes du sud (Mèdes, Perses, Parthes) sont mieux connues à travers leurs pendants modernes, les tribus restées pour majeure partie dans l'étendue eurasienne sont essentiellement connues grâce à leurs rapports avec les Grecs anciens aussi bien que par les recherches archéologiques. Hérodote fait référence à une peuplade nomade qu’il désigne comme les Scythes, et qui aurait migré vers ce qui est aujourd'hui le sud de la Russie. Il est certain que ces Scythes ont été conquis au IIIe siècle avant notre ère par leur cousins de l’Est, les Sarmates, considérés par Strabon comme étant la tribu dominante contrôlant les steppes du sud de la Russie au Ier millénaire av. J.-C. Ces Sarmates étaient aussi connus des Romains, qui avaient conquis leurs tribus des Balkans, et avaient de là envoyé des auxiliaires de ces mêmes tribus, incorporés dans la légion romaine, vers des territoires aussi éloignés que la Bretagne romaine. On identifie aussi certaines de ces tribus comme les Amazones des légendes grecques, des femmes guerrières vivant suivant un système matriarcal dans lequel hommes et femmes prenaient part à la guerre, et dont l’existence est aujourd'hui appuyée par de récentes découvertes archéologiques et génétiques. Les Sarmates du nord du Caucase l’Est devinrent les Alains dont la dispersion s’étend jusqu'à l’Europe de l’Ouest et l’Afrique du Nord, alors qu’ils se joignirent aux Germains Vandales durant leur migration. On pense que les Ossètes actuels sont les descendants directs des Alains, le reste de ce peuple ayant disparu à la suite des invasions germaniques, hunniques, et finalement slaves. Quelques-unes des tribus dites « saka » (« scythes ») de l’Asie centrale se déplacèrent plus tard vers le sud et envahirent le plateau iranien et le nord de l’Inde. Les Parthes, issus d'une dynastie qui gouverna la Perse durant les premiers siècles de l’ère chrétienne, devinrent les plus grands adversaires à l’est de l’Empire romain. On peut conjecturer que beaucoup de tribus iraniennes, Khwarezmiens, Massagètes et Sogdiens inclus, furent soit assimilées soit repoussées d’Asie centrale par les migrations turques en provenance de Sibérie.

## Histoire

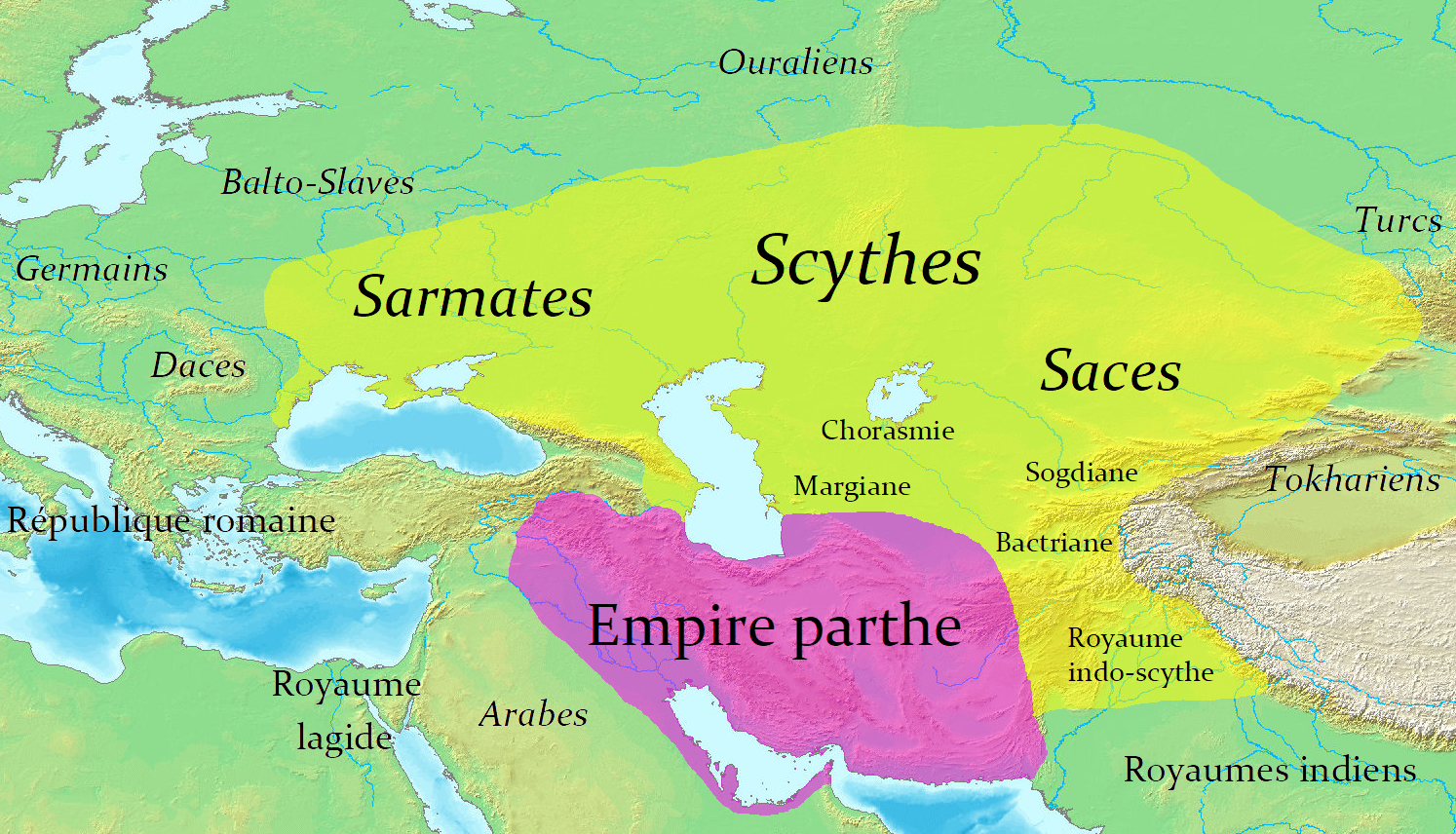
Extension géographique de l’influence iranienne au :
l’empire parthe et les régions dominées par les Scythes.

Ayant pour ascendants les Aryens (Proto-Indo-Iraniens), les anciens Iraniens se sont séparés des Nouristanis[réf. souhaitée] et des Dardes, des peuples indo-aryens, au début du IIe millénaire av. J.-C.. Ils peuplèrent le plateau iranien (par exemple, les Mèdes, les Perses, les Bactriens et les Parthes), et au premier millénaire les steppes au nord de la mer Noire (par exemple, les Scythes, les Sarmates, et les Alains).
Les anciens Perses s’établirent dans la portion ouest du plateau Iranien et ont manifestement échangé de manière considérable avec les Elamites et les Babyloniens, tandis qu'une partie des Mèdes s'est mélangée à l’ouest avec les peuples sémites locaux. Les restes de la langue mède et du vieux persan montrent leurs racines proto-iraniennes communes, soulignés par les analyses de Strabon et d’Hérodote, révélant une similitude certaine avec les langues parlées par les Bactriens et les Sogdiens de l’Est,. À la suite de la fondation de l’empire achéménide, la langue persane se répandit jusqu’à la province de Fars et à d’autres régions de l’empire. Les dialectes modernes farsi, dari, et tadjik descendent du vieux perse.

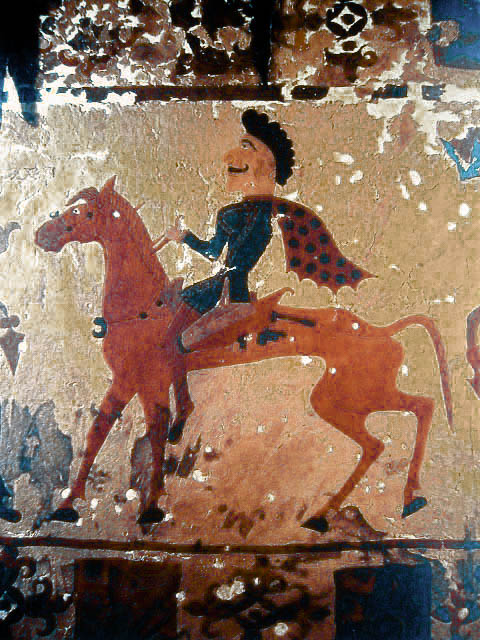
Cavalier scythe, 300 av. J.-C.

L’impact principal de l’avestique fut surtout religieux et liturgique, les premiers habitants de l’empire perse ayant adopté le zoroastrisme. Les autres peuples importants tels les Kurdes sont supposés être de souche iranienne, mélangés avec des peuples caucasiens comme les Hourrites, vu les quelques uniques aspects trouvés dans la langue kurde, reflétant ceux des langues caucasiennes. Les Iraniens orientaux contemporains les plus importants sont représentés par les Pashtouns ou Pachtounes, qui auraient pour origine le sud de l’Afghanistan d’où ils commencèrent à se répandre jusqu’à Hérat à l’ouest, et l’Indus à l’est[réf. souhaitée]. Le pashtoun a des similitudes avec le bactrien, et on pense que les deux langues sont originaires du centre de l’Iran. Le baloutchi est lié à une tradition orale, en considération de sa migration depuis "Aleppo" (Alep, en Syrie) autour de l’an mille apr. J.-C., alors que les preuves linguistiques lient les Baloutches aux Kurdes et aux Zazaki[réf. souhaitée]. Les Ossètes modernes prétendent être les descendants des Alano-Sarmates, fait appuyé par leur langue, originaire du nord de l’Iran, alors que leur culture les lie plutôt à leurs voisins caucasiens, les Kabardiens, les Circassiens et les Géorgiens. Différents peuples iraniens aujourd’hui éteints vivaient dans le Caucase oriental, alors que d’autres restèrent dans la région, ainsi que les Talyches et les Tatis (et les Judéo-Tatis largement émigrés en Israël) dont retrouve la trace en Azerbaïdjan et au Daghestan.
Dans les temps anciens, la majorité des peuples du sud de l’Iran adhérèrent au zoroastrisme, au bouddhisme (dans certaines parties de l’Afghanistan et de l’Asie centrale), au judaïsme et au christianisme (principalement parmi les Kurdes et les Perses vivant en Irak). Les Ossètes ont adopté le christianisme plus tardivement, l’orthodoxie russe devenant dominante à la suite de leur annexion par l’empire russe. D'autres ont préféré se tourner vers l’islam, suivant l’influence ottomane.

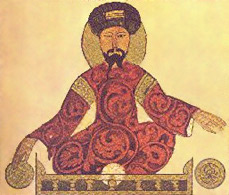
Le sultan kurde Saladin, représenté dans un codex arabe du XVe siècle.

Au commencement du règne d’Omar en 634, les Arabes musulmans commencèrent la conquête du plateau Iranien (voir Conquête musulmane de la Perse). Ils conquirent l’empire Sassanide de Perse et annexèrent une partie de l’empire byzantin peuplée entre autres par des Kurdes. Finalement, les divers peuples iraniens furent convertis à l’islam. Certains s’orienteront ensuite vers diverses sectes. Les Perses par exemple suivirent la secte chiite, la majorité des autres peuples d’Iran restant fidèles au sunnisme. Les identités évoluant, comme celles des peuples iraniens, beaucoup d’entre eux assimilèrent des cultures et des peuples étrangers.
Plus tard, durant le deuxième millénaire, les peuples iraniens jouèrent un rôle prééminent durant la période de l’expansion de la foi islamique. Adversaire remarquable des croisés, Saladin était un Kurde ethnique, alors que les divers empires centrés en Iran (Safavide y compris) rétablissaient un dialecte moderne de Perse comme langue officielle parlée dans tout ce qui est aujourd'hui l'État d'Iran et les régions adjacentes de l'Asie centrale. L’influence iranienne s’étendit à l’empire ottoman où le persan était souvent parlé à la cour, de même que dans l’empire moghol, s’étalant de l’Afghanistan à l’Inde. Tous les peuples iraniens majeurs réaffirmèrent leur utilisation des langues iraniennes après le déclin de la domination arabe, mais certains d'entre eux ne recommenceraient pas à former des identités nationales modernes avant le XIXe siècle et le début du XXe siècle (alors que les Allemands et les Italiens formaient eux aussi leur identité nationale).

## Démographie
Selon les estimations, il y a 150 millions de locuteurs de langues iraniennes. Généralement, la plupart vivent en Iran, Kurdistan Afghanistan, Tadjikistan et Pakistan occidental, de même que dans certaines parties de l’Ouzbékistan (particulièrement à Samarcande et Boukhara), et, enfin, dans le Caucase (Arménie, Ossétie et Azerbaïdjan). De petits groupes vivent aussi dans l’ouest de la Chine, l’Inde et Israël.

## Religion
Les locuteurs des langues iraniennes adhèrent principalement aux religions abrahamiques telles l’islam, le judaïsme, le yézidisme et le christianisme, en plus du bahaïsme, ainsi qu’un nombre inconnu sans affiliation religieuse. Des peuples iraniens musulmans, la majorité est sunnite, alors que la plupart des Persans et des Hazaras sont chiites. La communauté chrétienne est largement représentée par l’orthodoxie russe suivie par la plupart des Ossètes. La religion d’origine de l’empire perse était le zoroastrisme, dont on trouve de nos jours encore des fidèles, notamment en Iran, au Pakistan et en Inde où on les désigne par le nom de parsis.

## Culture
Les premiers peuples iraniens ont probablement voué un culte à des divinités issues de cultures extérieures où l’envahisseur indo-européen s’était établi. La première des importantes religions iraniennes était le zoroastrisme, qui s’étendait à presque tous les peuples vivant sur le plateau Iranien. Il est probable que les premiers Iraniens se mélangèrent et assimilèrent des cultures locales durant une longue période. Aussi, ils n’eurent jamais besoin de créer une identité de caste, en contradiction nette avec les Indo-Aryens. La culture iranienne qui émergea des conquêtes d’Alexandre le Grand et des Arabes fut très différente de celle des anciens Iraniens.
D’autres traits communs peuvent être soulignés parmi les peuples iraniens. L’événement dit « Norouz », par exemple, est une célébration pan-iranique à laquelle participent presque tous les Iraniens, à l’exception des Ossètes. Ses origines remontent aux premiers temps des peuples iraniens, il y a plus de trois mille ans.
Quelques-uns se distinguent des autres par différents traits. Ainsi les Pachtounes ont-ils un code d’honneur appelé « Pashtounwali », similaire au « Mayar » des Balochs, plus hiérarchique.

## Diversité
C’est en grande partie au travers des similitudes linguistiques que les peuples iraniens trouvent une unité. En outre, d’autres traits communs ont été reconnus, et un courant de faits historiques partagés a souvent lié le Sud de l’Iran en incluant les conquêtes helléniques, les différents empires perses, les califats arabes, et les invasions turques.
Alors que la plupart d’entre eux se sont installés dans la région du plateau iranien, beaucoup se sont étalés dans la périphérie, étendue du Caucase et de la Turquie à l’Indus et à la Chine occidentale. Ils se sont souvent mélangés avec d’autres peuplades. On a, pour exemple notable, les Hazaras qui affichent un contexte turco-mongol distinct de la plupart des peuples iraniens. De même, les Baloutches se sont mélangés avec les Dravidiens, locuteurs du brahoui (qui ont profondément changé les envahisseurs iraniens eux-mêmes), tandis que les Ossètes se sont invariablement mélangés avec les Géorgiens et les peuplades caucasiennes. De même, les Kurdes sont un peuple iranien éclectique qui, bien qu’affichant quelques attachements ethnolinguistiques avec d’autres (en particulier leur langue iranienne et d’autres aspects culturels) sont supposés s’être mêlés aux Caucasiens et à des peuples sémites. Les Perses modernes eux-mêmes sont aussi un groupe hétérogène descendant de différentes anciennes tribus iraniennes et indigènes du plateau iranien, les Elamites inclus. De là, comme on l'a vu précédemment avec les peuples germains impliquant les Anglais, qui sont d’origine celtique et germanique mêlée, l’Iranien est un groupe ethnolinguistique et les peuples iraniens affichent différents degrés d’ascendances communes et de similitudes culturelles révélant leurs identités respectives.

## Assimilation
Pour ce qui concerne le culturel, les diverses minorités d’Iran (issues d’Azerbaïdjan) et d’Afghanistan (Ouzbeks et Turkmènes) turcophones sont souvent familiers des langues iraniennes, en plus de leurs propres langues turciques. Ils ont assimilé la culture iranienne à tel point que l’on peut parler de turco-persan , mot dont l’utilisation s’applique dans différentes circonstances invoquant une interaction historique, un mariage, une assimilation, un chevauchement ou une vulgarisation culturelle, un bilinguisme. On peut citer comme exemple notable les Azéris dont la culture, la religion et les périodes historiques importantes sont liées aux Perses. Certaines théories suggèrent même que les Azéris descendent des anciens Iraniens mais aurait perdu leur langue iranienne à la suite des invasions turques de l'Azerbaïdjan au XIe siècle. En fait, dans toute une grande partie de l’Asie centrale et du Moyen-Orient, les cultures turque et iranienne ont fusionné dans beaucoup de cas pour former diverses populations et cultures hybrides aussi fameuses que les différentes dynasties gouvernantes Ghaznévides, Seldjoukides et Moghol. Les influences culturelles iraniennes ont aussi eu de l’importance en Asie centrale où l’on pense que l’envahisseur turc s’est en grande partie mélangé avec des autochtones iraniens, desquels restent seulement les Tadjiks, en termes d’utilisation linguistique. Le secteur de l’ancienne Union soviétique adjacente de l’Iran, l’Afghanistan, l'Azerbaïdjan et l’Ouzbékistan sont passés au travers du prisme soviétique qui les a modifiés jusqu’à un certain point.

## Génétique
Les tests génétiques sur les peuples iraniens révèlent en majeure partie plusieurs gènes communs, mais avec de nombreuses exceptions et variations régionales. Certains marqueurs génétiques communs prennent certainement souche chez les anciens Proto-iraniens et mettent en parallèle la diffusion des langues iraniennes, ce qui peut aussi provenir d’un processus d’assimilation venant des indigènes, et de là rend compte de la diversité des peuples iraniens. Néanmoins, quelques tests génétiques préliminaires suggèrent une relation commune parmi la plupart d’entre eux.
Les populations situées à l’est du bassin de l’Indus, et celles de l’Iran, d’Anatolie et du Caucase, montrent une composition commune de l’ADN mitochondrial, principalement à l’ouest de l’Eurasie[réf. souhaitée], avec un très faible taux au sud de l’Asie[réf. souhaitée] et en Eurasie orientale. En effet, les différentes populations iraniennes montrent un degré frappant d’homogénéité. Cet état de fait est appuyé non seulement par les valeurs FST et les relevés PC, mais aussi par les résultats SAMOVA, dans lesquels une barrière génétique importante sépare les populations à l’ouest du Pakistan de celle du nord de la vallée de l’Indus (résultats non communiqués). Ces observations suggèrent soit une origine commune des populations iraniennes modernes soit un niveau étendu de gènes coulant parmi eux.
À la base, les résultats de cette étude révèlent plusieurs marqueurs génétiques communs parmi les peuples iraniens de la région du Tigre jusqu’à l’Ouest de l’Indus. Ceci concorde avec les aires linguistiques, les langues iraniennes étant parlées du Caucase aux zone kurdes de la région de Zagros et du côté est du Pakistan et du Tadjikistan occidental ainsi que dans des parties de l’Ouzbékistan en Asie centrale. Le courant de gènes étendu est peut-être une indication de la diffusion des locuteurs de langues iraniennes, dont les langues sont désormais parlées principalement sur le plateau iranien et dans les régions adjacentes. Ces résultats montrent les relations des peuples iraniens entre eux, tandis que d’autres tests comparatifs révèlent diverses origines pour des populations telles que les Kurdes, qui ont des liens génétiques avec le Caucase à un niveau considérablement supérieur que tous les autres peuples iraniens, excepté les Ossètes, liés aussi bien à l’Europe et aux populations sémites vivant à proximité comme les arabes ou les juifs.
Finalement, des tests génétiques révèlent certes que les peuples iraniens ont tous de nombreux gènes communs, mais que nous avons aussi des indications de l’interaction avec d’autres groupes, de variations régionales, et des cas de dérive génétique. De surcroît, les populations indigènes ont peut-être survécu aux vagues des invasions aryennes, l’assimilation culturelle les menant à un large remplacement de la langue (de même qu’avec les Kurdes, les Hazaras, etc.). Des tests plus poussés élucideront sûrement les relations entre les peuples iraniens même, et avec les populations avoisinantes.

## Liste des peuples iraniens
Les locuteurs de langues iraniennes contemporaines incluent :
| Peuples                                                                             | Régions | Population                |
| ----------------------------------------------------------------------------------- | --- | ------------------------- |
| Persans - Tadjiks - sistani‌s - Tats - Aimaqs - Achomi - Farsiwans - Hazaras - Ajams | Iran, Afghanistan, Tadjikistan, Ouzbékistan, Azerbaïdjan, Russie (Daghestan), Bahreïn, Koweït, Qatar, Émirats arabes unis | 50 à 70 M                 |
| Pachtounes - Durrani (Abdali) - Ghilzai                                             | Afghanistan, Pakistan | 60 M                      |
| Kurdes - Kurmandj - Soran - Lake - Shekhbizin                                       | Iran, Irak, Turquie, Syrie, Arménie, Azerbaïdjan, Géorgie, Turkménistan, Liban et Afghanistan                             | 40 à 45 M[réf. souhaitée] |
| Baloutches                                                                          | Iran, Afghanistan, Pakistan, Oman, Émirats arabes unis                                                                    | 15 M                      |
| Mazandaranis et Gilanis                                                             | Iran | 5 à 10 M                  |
| Lors et Bakhtiaris                                                                  | Iran | 4 à 5 M                   |
| Peuples du Pamir - Sariqoli - Wakhi - Tadjiks de Chine - Shughni - Pamiris (en)     | Tadjikistan, Chine (Xinjiang) et Afghanistan                                                                              | 0,9 M                     |
| Talysh                                                                              | Azerbaïdjan, Iran | 1,1 M                     |
| Ossètes - Iasses                                                                    | Russie (Ossétie du Nord), Géorgie (Ossétie du Sud et Géorgie propre), Hongrie (Iasses)                                    | 0,7 M                     |
| Yaghnobis                                                                           | Ouzbékistan (vallée du Yaghnob)                                                                                           | 007                       |
| Parsis et Iranis                                                                    | Inde, Pakistan | 0,1 M                     |
| Zazas                                                                               | Turquie |                           |
| Goran                                                                               | Iran |                           |

Des liens historiques avec les anciens Iraniens et des liens culturels avec les Perses, plusieurs sources incluent aussi les Azéris comme peuple iranien, bien que leur langue soit de l’ensemble linguistique turc ; la question est largement débattue[réf. souhaitée].